# Dwa lwy jadą do Wenecji
Dwa lwy jadą do Wenecji (tytuł oryginalny: Dy Luanë drejt Venecias) – albańsko-włosko-czesko-brytyjski film fabularny z roku 2021 w reżyserii Jonida Jorgjiego.

## Opis fabuły
Pełnometrażowy debiut Jonida Jorgjiego. Dwóch podstarzałych albańskich filmowców Kaci i Vani wyjeżdża samochodem na ceremonię wręczenia nagród na Festiwalu Filmowym w Wenecji. W drodze spotykają dwie kobiety przebrane za zakonnice, które w rzeczywistości są gwiazdkami filmów dla dorosłych (Lolę i Irinę). Pierwotny plan podróży zaczyna się komplikować. Przygotowując się do przemówienia w Wenecji reżyser Vani spotyka we Włoszech córkę, o której myślał dotąd, że wyjechała na studia.

## Nagrody i wyróżnienia
Film został zgłoszony jako albański kandydat do nagrody Amerykańskiej Akademii Filmowej w kategorii najlepszego filmu nieanglojęzycznego, ale nie uzyskał nominacji. W kwietniu 2023 film został zaprezentowany polskiej publiczności w ramach Festiwalu Filmowego Eurazja.

## Obsada
- Vasjan Lami jako Vani
- Kastriot Çaushi jako Kaci
- Alissa Huzar jako Irina
- Natalia De Maria jako Lola
- Alessandra Bonarotta jako Ginevra
- Dario Frappampina
- Arjeta Dhima
- Vilson Gjonçaj
- Luli Hoxha
- Marjana Kondi
- Erion Hodo
- Kliti Roshi
- Albana Sançolli
- Alesia Xhemalaj
- Luan Aliu
- Marientina Gjoni
- Roerd Toçe
- Alfred Zeneli